# Horta da Vilariça
Horta da Vilariça is een plaats (freguesia) in de Portugese gemeente Torre de Moncorvo en telt 396 inwoners (2001).